# Powellita
La powellita es un mineral dentro de la clase de los minerales sulfatos, y dentro de esta pertenece al llamado “grupo de la scheelita”. Fue descubierta en 1891 en una mina del condado de Adams, en el estado de Idaho (EE. UU.), siendo nombrada así en honor de John Wesley Powell (1834-1902), explorador y geólogo estadounidense.

## Características químicas
Es un molibdato anhidro de calcio.
Es isoestructural con la scheelita (CaWO4), con la que forma una serie de solución sólida en la que la sustitución gradual del molibdeno por wolframio va dando los distintos minerales de la serie.
Además de los elementos de su fórmula, suele llevar como impureza algo de wolframio.

## Formación y yacimientos
Es un mineral de formación secundaria raro, típicamente se forma en la zona de oxidación de los yacimientos hidrotermal de minerales del wolframio. También aparece, más raramente, en cavidades del basalto, en skarns y en rocas pegmatitas de tipo granito.
Puede reemplazar a la molibdenita en los yacimientos de ésta, dando un material de apariencia foliada. También puede alterarsele y convertirse en ferrimolibdenita.
Suele encontrarse asociado a otros minerales como: molibdenita, ferrimolibdenita, estilbita-Ca, laumontita o apofilita.